# NGC 2186
NGC 2186 ist die Bezeichnung für einen offenen Sternhaufen im Sternbild Orion. Das Objekt wurde am 27. Januar 1786 von Wilhelm Herschel entdeckt.